# Анзак (печенье)
Анзак — разновидность сладкого овсяного печенья, популярная в Австралии и Новой Зеландии. Его готовят из овсяных хлопьев, муки, кокоса, сахара, масла, светлой патоки, соды и кипячёной воды. Печенье Анзак издавна ассоциируется с австралийским и новозеландским армейским корпусом (АНЗАК), созданным в период Первой мировой войны. Такие печенья часто посылались своим близким, поскольку в силу своих качеств они легко переносили длительную морскую транспортировку. Сегодня печенье Анзак производится фабрично и поступает в широкую продажу.
Печенье также выпускалось армией и входило в солдатский рацион под названием «плитка Анзак» или «вафля Анзак», отличавшись по рецепту, они являлись в сущности галетами, заменителями хлеба в полевых условиях, с длительным сроком хранения и были очень твёрдыми.

## Происхождение
Существует несколько теорий о времени происхождения печенья Анзак, но основной считается начальный период Первой мировой войны, 1914—1915 годы. Бытует мнение о том, что печенье было придумано самими солдатами на основе той провизии, что имелась под руками, таким образом они пытались разнообразить свой продовольственный паёк. Но большинство всё же считает, что творцами печенья стали австралийские и новозеландские женщины, создавшие его для своих любимых таким, чтобы оно смогло перенести долгую дорогу к фронту. Также имеется предположение, что печенье Анзак — это вариация шотландской овсяной лепёшки, результат влияния шотландской иммиграции в новозеландском Данидине.
В своём выступлении на конференции федерации женских организаций восточного Отаго, профессор факультета археологии Отагского университета Хелен Лич утверждала, что первое упоминание слова Анзак в рецептах встречалось в 7-м издании книги «St Andrew's Cookery Book», изданной в Данидине в 1915 году. Но в том случае речь шла о кексах и не было никаких инструкций по смешиванию. Рецепт для «печенья Анзак» был в книге «War Chest Cookery Book» (Сидней, 1917), однако он полностью отличался от современного, а тот, что был на него похож — соответствовал в книге «овсяному печенью». Совпадение и названия и рецепта впервые появилось в 9-м издании «St Andrew's Cookery Book» (Данидин, 1921). Там он фигурирует как «хрустяшки Анзак», в более поздних изданиях книги они называются уже «печеньями Анзак», австралийские поваренные книги последовали этому примеру. В дальнейшем профессор Лич прокомментировала свои высказывания, заметив, что только дальнейшие исследования могли бы указать, где раньше появились упоминания об этих печеньях, в Австралии или в Новой Зеландии.

## Современная популярность
Сегодня печенье Анзак производится в промышленных масштабах и поступает в розничную торговлю. В связи с устоявшимися ассоциациями с АНЗАК и днём АНЗАК, печенье зачастую используется в качестве элемента для сбора средств в пользу ветеранских организаций обеих стран, таких как Новозеландская королевская ассоциация бывших военнослужащих (англ. Royal New Zealand Returned and Services' Association) и Лига ветеранов армии и флота Австралии (англ. Returned and Services League of Australia). Британская версия печенья Анзак (будучи произведенными в Австралии) приносит 4 % ежегодных доходов Королевскому британскому легиону и распространяется в сетях основных супермаркетов Великобритании.
Печенье Анзак до сих пор выдаётся канадским солдатам на Рождество в местах их зарубежной дислокации.
Благодаря своим прочностным качествам и способностям к длительному хранению, печенья Анзак, приготовленные по современному рецепту, востребованы также любителями пешеходного туризма.

## Правовые вопросы
Торговая марка «Анзак» защищён австралийским законодательством, это означает, что это слово не может быть использовано в коммерческих целях без разрешения министра по делам ветеранов, а его злоупотребление им в коммерческих целях может повлечь за собой юридические последствия. Подобная ситуация сохраняется и в Новой Зеландии. Существующие налоговые льготы распространяются на печенье Анзак на условии сохранения оригинальной рецептуры. Вторым условием есть правило, что печенье Анзак должно продаваться как бисквиты, но не как печенье.
Это ограничение, например, привело к тому, что сеть ресторанов Subway в сентябре 2008 года удалило эти печенья из своих меню. После того как министерство по делам ветеранов предписало сети выпекать печенье в соответствии с оригинальным рецептом, Subway предпочла не предлагать более это печенье своим посетителям, поскольку их поставщик не смог разработать рентабельное средство дублирования рецепта.
Ввоз в Австралию товаров, в чьём названии есть слово Anzac, запрещён.

## Комментарии
1. ↑  В некоторых странах, включая Австралию и Новую Зеландию, проводят чёткое различие между приготовленными из бисквитного теста печеньями и всеми остальными.